# Kerkwijk
Kerkwijk is een voormalige heerlijkheid, voormalige gemeente en een plaats in de gemeente Zaltbommel, in de Nederlandse provincie Gelderland. Kerkwijk telt 696 inwoners (per 1 januari 2022).

## Geschiedenis
Kerkwijk is ontstaan in de vroege middeleeuwen op een stroomrug die door het midden van de Bommelerwaard loopt en waarop ook Bruchem en Delwijnen zijn gelegen. Deze rug is ontstaan langs het riviertje de Alm, dat in de Bommelerwaard voor 1200 verzandde. Kerkwijk werd voor het eerst schriftelijk vermeld in 1210. Haaks op deze stroomrug wordt Kerkwijk doorsneden door de N832.
Tijdens het feodale tijdperk was Kerkwijk een heerlijkheid die met die van Bruchem al in 1294 een personele unie vormde, namelijk die van de familie De Cock. In 1610 werden de heerlijkheden weer gescheiden. Vanaf 1764 was de heerlijkheid Kerkwijk in handen van de familie Lenshoek.
Tot 1 januari 1818 was de naam van de gemeente Bruchem. Op 1 juli 1955 werden de opgeheven gemeenten Gameren en Nederhemert bij Kerkwijk gevoegd. Op 1 januari 1999 werd de gemeente opgeheven en bij Zaltbommel gevoegd.

### Heren en vrouwen van Kerkwijk
- Gerrit de Cock, heer van Kerkwijk en Bruchem (1294)
- Theodora de Cock, vrouwe van Kerkwijk; trouwt 1410 Johan van Berchem, waarna deze familie eigenaar wordt
- Familie Hamale
- Richard de Riviere, heer van Kerkwijk (1610)
- Adriaan van Cuijck van Meeteren (verkoopt 1669 aan De Goijer)
- mr. Gerard de Goijer (door koop: 1669-)
- mr. Joos Kemp (door koop van De Goijer: 1690-)
- Justus Kemp (door erfenis: 1680-)
- Jan Willem van Straaten (door erfenis van Justus Kemp: 1756-)
- Johannes Stock (door koop van Van Straaten: 1760-)
- Peter Lenshoek (1738-1816) - door koop van Johannes Stock door zijn vader Hendrik Lenshoek (1706-1782): 1764-
- Cornelis Petrus Lenshoek (1742-1825) - erfenis van zijn kinderloze broer Peter: 1766-
- Hendrik Lenshoek (1778-1846) - door koop erfdelen van zijn broers: 1825-
- Peter Lenshoek (1819-1899) - door overdracht van zijn vader Hendrik Lenshoek (1778-1846) en zijn ooms: 1839-
- Hendrik Lenshoek van Zwake (1863-1901) - door erfenis van zijn (ongehuwde) oom Peter Lenshoek: 1899
- Cornelis Egbert Petrus Lenshoek (1892-1968) - door overdracht door zijn oudoom Hendrik Lenshoek van Zwake aan zijn vader Willem Frederik Karel Lenshoek (1863-1935): 1901-
- Egbert Peter Lenshoek (1932-2002) - door erfenis van zijn vader Kees (C.E.P.) Lenshoek: 1968-

## Bezienswaardigheden
- De Hervormde kerk dateert uit de 11e eeuw, met romaans schip, laat-romaanse toren en gotisch koor uit de 15e eeuw. In de 17e eeuw is deze kerk verbouwd. Van bijzonder belang is het houten gewelf met schilderingen uit de 15e eeuw.
- Boerderijen, zoals:
  - Kruisstraat 10 is een krukhuisboerderij met een stenen kamer uit eind 16e eeuw. Deze kamer is onderkelderd.
  - Aalderwijksestraat 4, krukhuisboerderij van 1773
  - Achterstraat 8, krukhuisboerderij van 1793
  - Aalderwijksestraat 18, van omstreeks 1800
  - Achterstraat 6, van 1830
- Vluchtheuvel in het dorp, 5 meter hoog, opgeworpen in 1861 na de overstroming.
- Dorpspomp, Hoogehofstraat

## Geboren
- Henk de Kort (1934-2018), politicus
- Wouter Achterberg (1941-2002), filosoof

Zie ook
- Lijst van rijksmonumenten in Kerkwijk
- Lijst van gemeentelijke monumenten in Kerkwijk

## Foto's

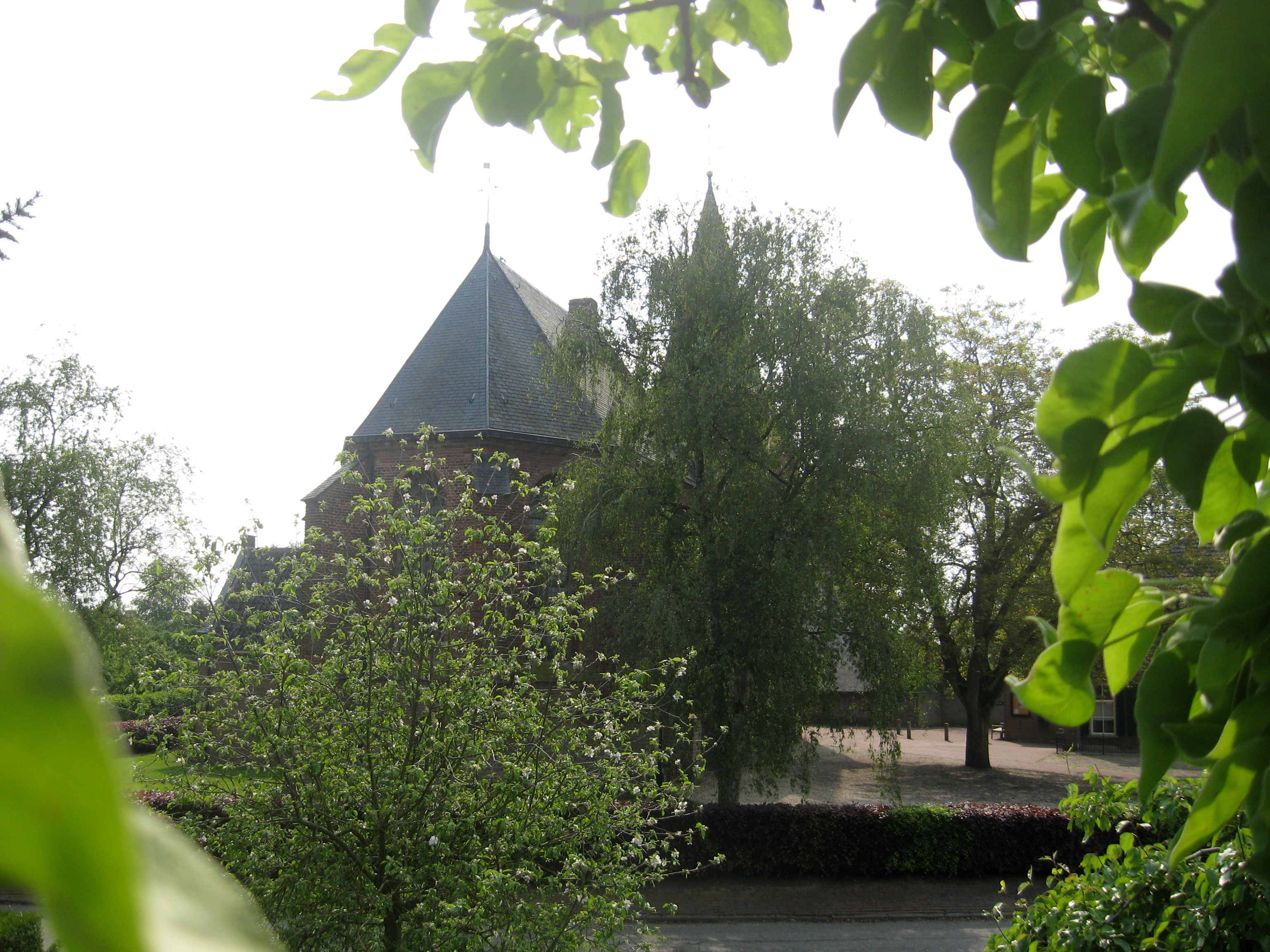
Kerk, achterzijde
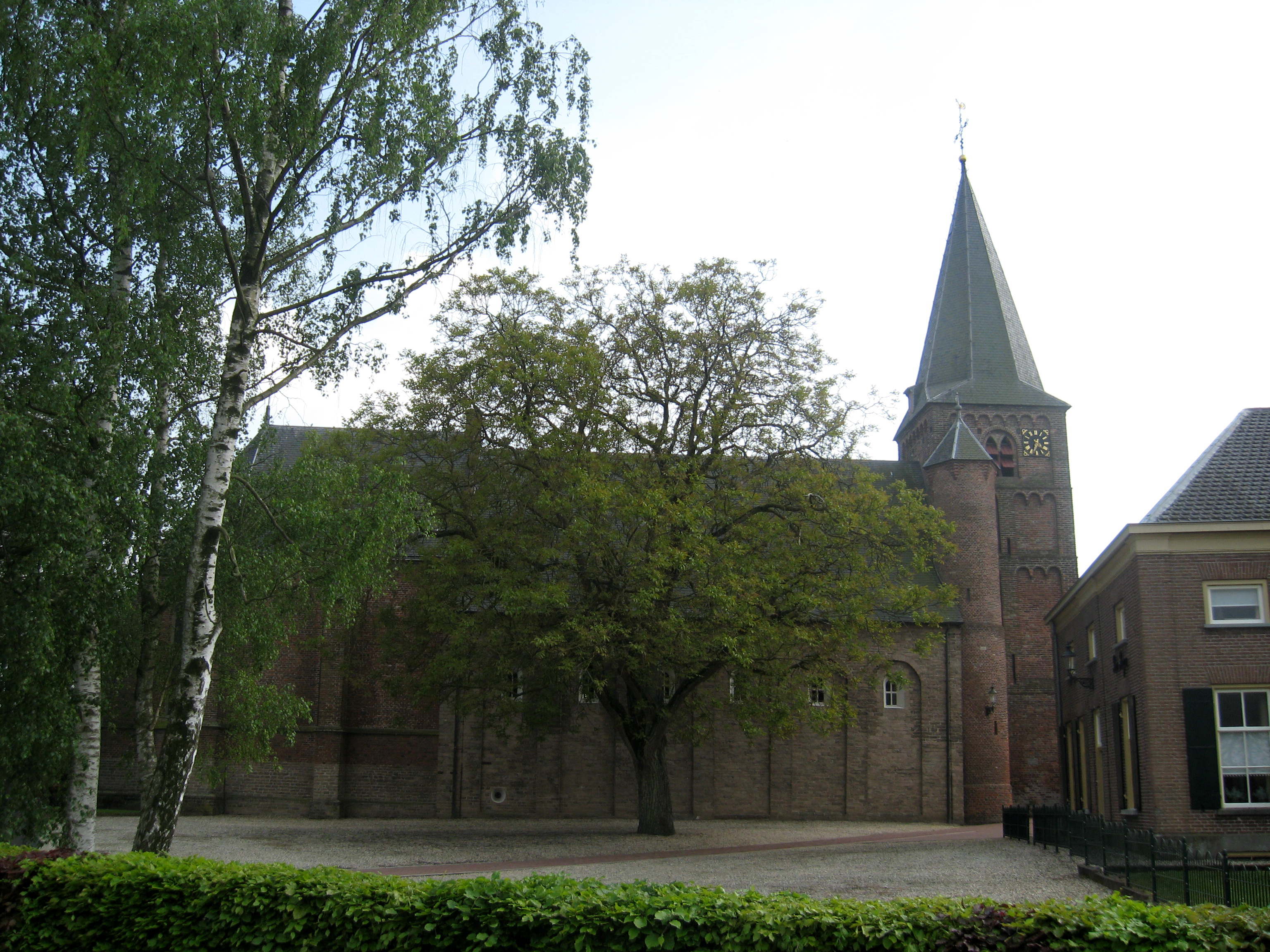
Kerk, van opzij
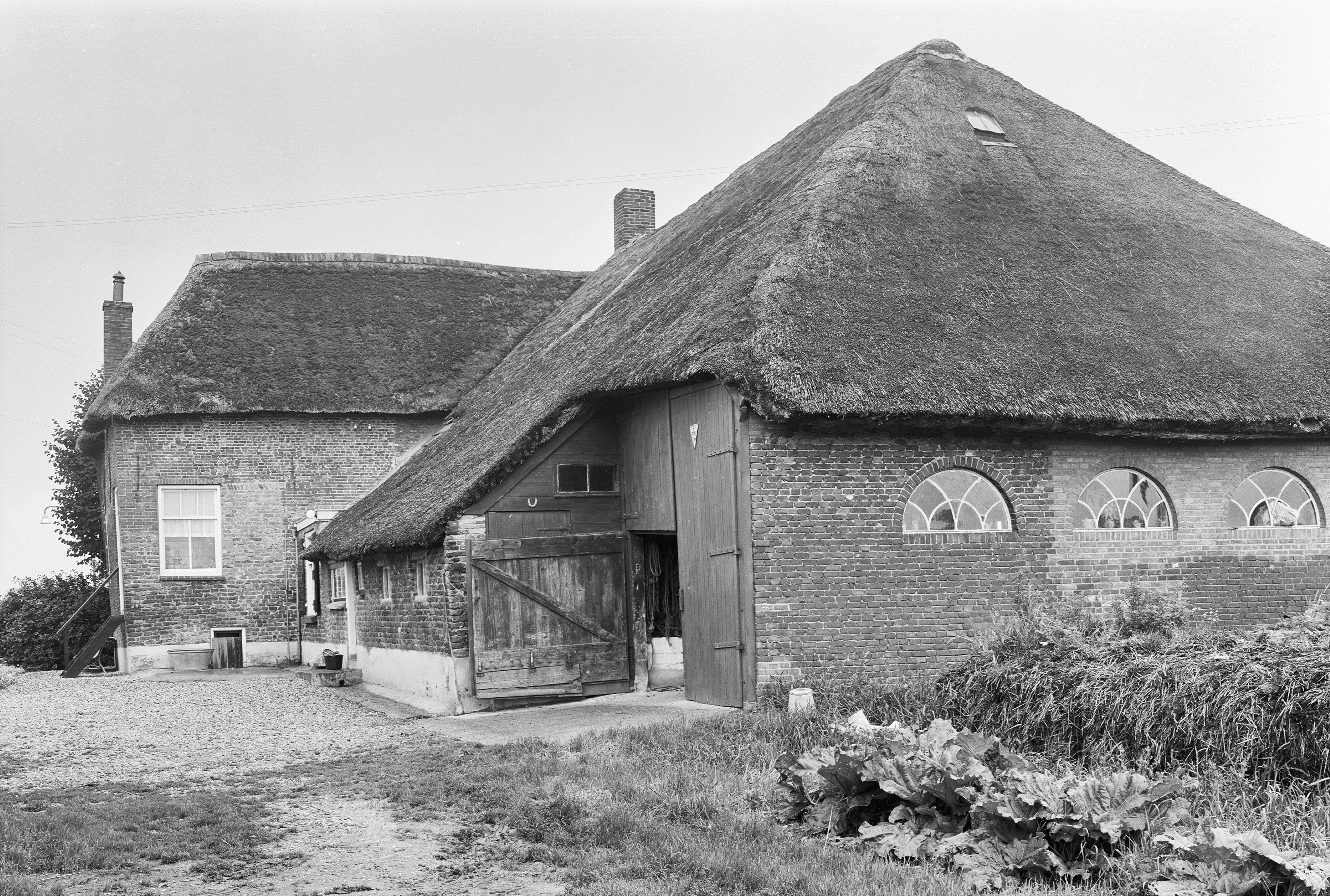
Boerderij Kruisstraat 10
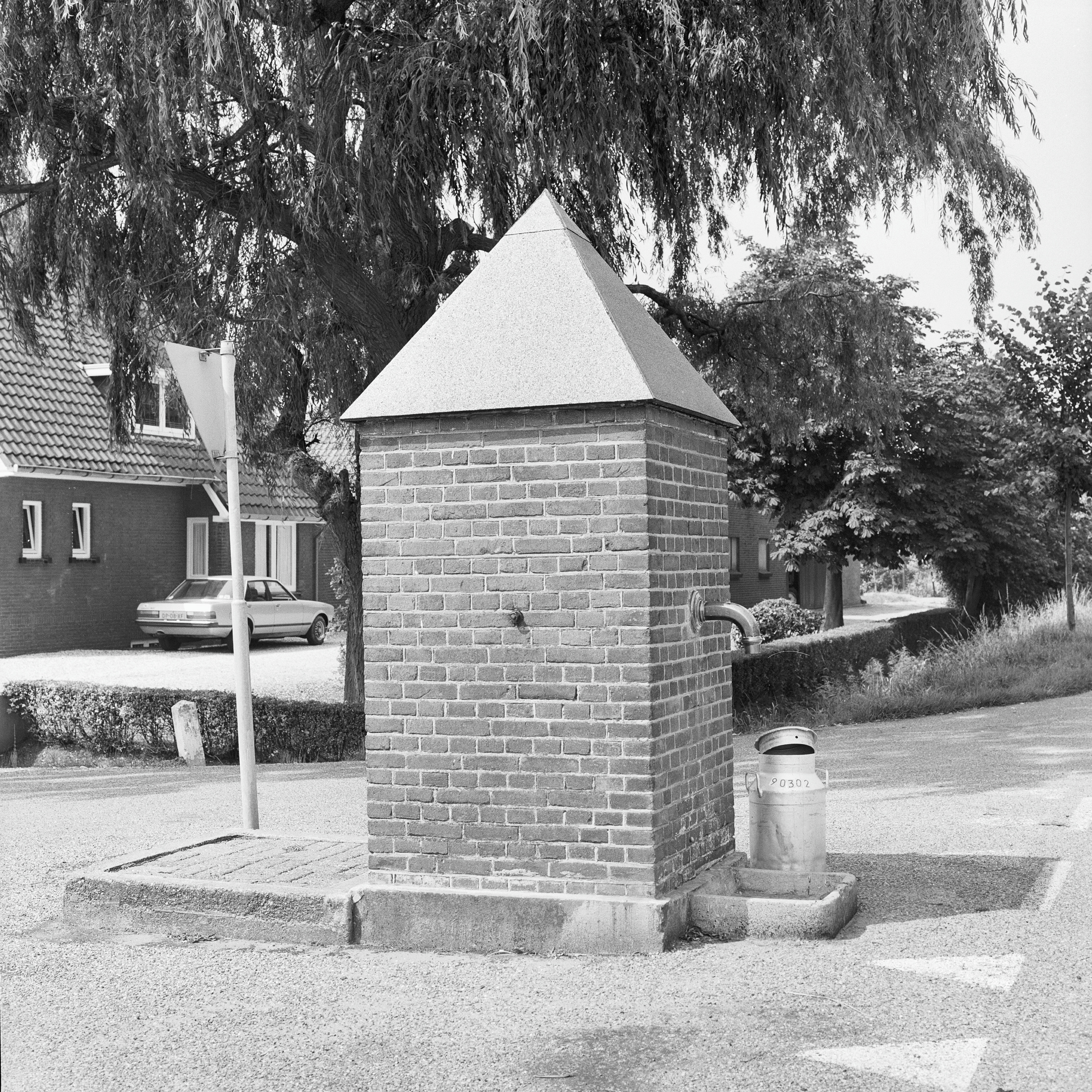
Dorpspomp

## Natuur en landschap
Kerkwijk ligt in het rivierkleigebied van de Bommelerwaard, op een hoogte van ongeveer 2 meter. Ten zuiden van het dorp loopt de Hoofdwetering. Men vindt in het open, vlakke land vooral weilanden en tuinbouwbedrijven. Ten noordwesten van het dorp ligt natuurgebied De Lieskampen.

## Onderwijs
Kerkwijk heeft een protestants-christelijke basisschool genaamd De Rank met circa 100 leerlingen.

## Nabijgelegen kernen
Delwijnen, Ammerzoden, Bruchem, Gameren